# Ricardo Larraín Bravo
Ricardo Larraín Bravo (Valparaíso, 9 de abril de 1879-1945) fue un destacado arquitecto chileno, que tuvo una extensa trayectoria profesional, construyendo destacadas obras, entre ellas el Palacio Íñiguez y la casa Valdés Bustamante.

## Primeros años de vida
Fue hijo de Ricardo Larraín Urriola y de Bernarda Bravo Vizcaya. Sus estudios secundarios los realizó en la École Saint Jean de Versalles de 1892 a 1897. Al terminar sus estudios en el año 1897 entrara inmediatamente a la Escuela Especial de Arquitectura de París graduándose en dicha institución en el año 1900. Posteriormente realizaría un Bachiller en Ciencias de La Sorbona de París.

### Matrimonio e hijos
Contrajo matrimonio con Ana del Campo Ortúzar, con la cual tuvo seis hijos: Edith, Adelina, Ricardo, Mario (a través de él, fue antepasado de María Eugenia Larraín), Guido y Ana.

## Vida pública
En su vida social siempre fue un ciudadano muy activo perteneciendo a varias instituciones como lo fueron la Asociación de Arquitectos de Chile de la cual fue presidente en dos ocasiones, la Sociedad de Instrucción primaria de Santiago, Patronato de la Infancia, Facultad de matemáticas de la Universidad de Chile dónde fue profesor de los cursos de Arquitectura de la Universidad (hasta el 16 de enero de 1944 Arquitectura pertenecía a la facultad de Ciencias Físicas y Matemáticas), Asociación de arquitectos del Uruguay.
Era también miembro del Consejo de Bellas Artes; además, ingresó como socio del Club de la Unión en 1904. Además fue uno de los personajes que más influyó en el incentivo de la creación de las Gotas de Leche cuando Santiago se vio invadido por la migración interna y el aumento de la clase media. Bordeando los 65 años en 1945, murió de un infarto cardíaco.

### Realizaciones
Su estilo arquitectónico es definido como un "ecléctico", pues combinaba distintos lenguajes, como el barroco, el art nouveau y el gótico.
El legado del destacado arquitecto chileno se compone de obras como la Iglesia de los Sacramentinos (1912-36), el Palacio Íñiguez (1908, en conjunto con su cuñado Alberto Cruz Montt), la Población Huemul I (1911-18, parte de ella fue expropiada en 1974), el edificio de la Caja de Crédito Hipotecario (1916), el Cité Salvador Sanfuentes (1928), la casa del Doctor Emilio Croizet en el barrio París-Londres (1925), el Cité Adriana Cousiño (1937), hasta la lista de muchos edificios comerciales, viviendas particulares, palacios y conjuntos habitacionales.

## Obras escritas
Otra faceta muy atractiva de este gran arquitecto fue su habilidad para las obras escritas entre las que destacan las siguientes:
- "Apuntes sobre casas para obreros en Europa y América" (París, 1900).
- "Alimentación d'eau de la Ville de Cortal" (Paris, 1902).
- "La Higiene aplicada a las construcciones" (Santiago, 1909-1910. Tres Volúmenes).
- "La edificación Moderna en Buenos Aires" (Santiago, 1910).
- "Historia de la arquitectura" (Santiago, 1915, tres tomos).
- Y numerosos folletos y artículos para la prensa sobre viajes, arte, arquitectura, etc.

## Reconocimientos
En el trascurso de sus primeros años como profesional y hasta el final de su vida como tal recibió varios premios y reconocimientos como:
- El "Gran Premio" de la escuela de arquitectura de París, el cual recibió justo después de su graduación y la Medalla Alfred Durand Claye".
- El premio en el concurso de Higiene de la Habitación en París en el año 1900.
- Medalla de honor y premio en la Exposición de Bellas Artes de Santiago en 1903.
- Premio de la Universidad de Chile por su obra "la Higiene aplicada a la construcción" obra editada por el gobierno en 1903.
- Premio en el concurso de fachadas efectuado en Santiago en 1912.
- Medalla de Oro de Primera clase en la Exposición de Bellas Artes celebrada en Santiago en 1913.
- Premio en el concurso para la construcción del Banco de Chile, en Santiago en 1920.

## Obras
- Sobre el buen gusto. Anales de la Universidad de Chile, en pdf.